# Ermentrudis der Franken
Ermentrudis der Franken (circa 870/875 - misschien 892) was een West-Frankische prinses uit de Karolingen-dynastie.

## Levensloop
Ermentrudis was een dochter van de West-Frankische koning Lodewijk de Stamelaar uit diens eerste huwelijk met Ansgardis van Bourgondië. Ze was een zus van de latere koningen Lodewijk III en Karloman II en een halfzus van koning Karel de Eenvoudige.
Over haar leven is zo goed als niets bekend, in contemporaine bronnen wordt ze amper vermeld. Volgens de uit de 11e eeuw stammende Tabula Genealogica, een stamboom van de Karolingen, was ze de overgrootmoeder van Cunegonde van Luxemburg, de echtgenote van keizer Hendrik II de Heilige van het Heilige Roomse Rijk. Dezelfde bron zegt dat Ermentrudis rond 888 in het huwelijk trad, zonder iets over die echtgenoot te vermelden, en moeder werd van een dochter genaamd Kunigunde (885/895 - na 923), die eerst huwde met paltsgraaf Wigerik van Lotharingen en daarna met graaf Richwin van Verdun.
Volgens de Duitse historicus Eduard Hlawitschka zou haar echtgenoot graaf Reinier I van Henegouwen zijn geweest. Dit zou impliceren dat Ermentrude "waarschijnlijk rond 892 stierf", aangezien bekend is dat Reinier I rond die tijd huwde met ene Alberada. Uit dit huwelijk werd onder andere de latere hertog Giselbert II van Lotharingen geboren. Het vermoeden van de Duitse historicus is echter omstreden, vooral bij de historici die Giselbert als de derde echtgenoot van Ermentrudis' dochter Kunigunde zien, omdat zij volgens de theorie van Hlawitschka halfbroer en halfzus zouden zijn en in dat geval een huwelijk onwaarschijnlijk zou zijn.